# Кен лий
Кен лий е български мем, изопачена версия на песента Without you на Марая Кери, изпълнена от Валентина Иванова Хасан като участник в прослушването на телевизионното шоу Music Idol 2 от февруари 2008.

## Представяне
Преди своето изпълнение Валентина Хасан съобщава на журито на Music Idol, че има намерение да изпее „една песен на Марая Кери – Кен лий...“. Когато е поправена от журито, че песента вероятно се казва Without You, Хасан отговаря: „Не... Може и тва да е.“ След нейното изпълнение ѝ задават въпроса на какъв език пее, тя отговаря: „по английски ...но, извинявам се много, не владея добре английски.“ Въпреки че тя не продължава в следващия етап от шоуто, любителски видеоклип на нейното изпълнение е качен в интернет, където той бързо става популярен. Във видеомонтажа, който циркулира в интернет, изпълнението на Хасан е прекъсвано с кадри от истинската песен на Марая Кери, за да се подчертае ироничната интерпретация. Разваленият английски на Хасан, в комбинация с нейните неразвити певчески способности създават впечатляващ комичен ефект, който спечелва на видеото няколко милиона посещения за месец в сайта за видеосподеляне YouTube.

## Текст
КУПЛЕТ:

Но уан кен ту кен ту сивмен.

Но йоан клиз тожу маливе.

Уен ай гез ажу завате на налечу мо.

Ню йонуз тунай молинай

йон сора шооо.

Йес и шооо, ооо.

ПРИПЕВ:

Кен лий,

тулибу дибу даучу.

Кен ли,

Кен ли межу мо.

Кен ли,

тулибу дибу даучу.

Кен ли,

Кен ли межу мо.

## Отзвук
Изпълнението на Валентина Хасан придобива световна популярност. Видеото от изпълнението на Хасан става хит в YouTube, пародирано и ремиксирано е от много фенове и репортаж за него е включен в рубриката Sign of the Times в предаването Nightline на американската телевизия Ей Би Си през март 2009 г. 
От смешен момент от кастингите за Music Idol 2, през модно клипче от Vbox7.com, песента „Кен лий“ и изпълнителката Валентина Хасан стават предмет на няколко специални репортажа във вечерните новини на bTV. В резултат на широката популярност на песента се появяват фен групи във Facebook. Вестник Новинар публикува интервю с Валентина Хасан, а тя взема участие във Вечерното шоу на Азис. Песента се появява като рингтон за мобилни телефони. „Кен лий“ се използва и в припева на песента „Точка БГ“ на Пламен Сивов.

## ПесентаWithout You
Оригиналът на Without You е на британската рок група Badfinger и е издадена в техния албум от 1970 г. No Dice. Песента е записвана от много изпълнители след това и версиите на Хари Нилсън (1971) и Марая Кери (1994) стават световни бестселъри.